# Soyuz MS-01
Soyuz MS-01 foi uma missão de uma nave Soyuz à Estação Espacial Internacional e a 130ª missão do programa russo iniciado em 1967. Ela transportou três cosmonautas, um russo, um japonês e uma norte-americana até a ISS, onde eles se integraram à tripulação residente, levada no voo anterior, Soyuz TMA-20M, completando a Expedição 48 na estação. Durante a estadia em órbita os tripulantes também integraram a Expedição 49. A nave permaneceu acoplada à ISS neste período servindo como veículo de escape de emergência.
Este foi o primeiro voo da nova espaçonave do tipo Soyuz MS, uma versão modernizada do modelo TMA-M, que operou entre 2010 e 2016, desenvolvida pela agência espacial russa Roskosmos e pela RKK Energia. Originalmente previsto para junho de 2016, o lançamento da missão foi adiado para o mês seguinte devido a falhas detectadas no sistema de controle que poderiam afetar a acoplagem na ISS  e finalmente lançada na manhã de 7 de julho do Cosmódromo de Baikonur.

## Tripulação
| Posição             | Cosmo/Astronauta  |
| ------------------- | ----------------- |
| Comandante          | Anatoli Ivanishin |
| Engenheiro de voo 1 | Takuya Onishi     |
| Engenheira de voo 2 | Kathleen Rubins   |

## Insígnia
Criado pelo artista espanhol Jorge Cartes, o desenho simples mostra a nova nave se dirigindo para a acoplagem com a ISS tendo a Terra ao fundo e a Lua à distância. O número da missão aparece retratado em negrito com números grossos, para retratar o novo começo das modernizadas naves Soyuz, programadas para que um dia possam liderar uma missão até o planeta Marte, que aparece no meio do número O, sob o fundo negro do espaço. A insígnia tem a borda em azul escuro, onde se encontram, escritos em seus alfabetos, o nome da missão e os dos três tripulantes da espaçonave.

## Lançamento e acoplagem
Três horas depois do embarque da tripulação na base de lançamento P1/5, a espaçonave foi lançada ao espaço na ponta de um foguete Soyuz-FG às 01:36 UTC de 7 de julho (07:36 hora local do Casaquistão); o principal foguete de lançamento separou-se quatro minutos mais tarde e a MS-01 entrou em órbita baixa da Terra nove minutos depois da lançada, abrindo suas antenas e painéis solares, iniciando sua viagem até a ISS. De maneira diferente das últimas naves  modelo TMA-M programadas para atracar na estação apenas seis horas após o lançamento, a MS-01 passou dois dias girando por 34 órbitas em alturas diferentes até o encontro final com a estação, para que os testes necessários de navegação e eletrônica do novo modelo fossem feitos, especialmente o novo Sistema de Comando e Telemetria, que substitui o antigo sistema Kvant-V por rádio ucraniano.
Após cerca de 48 horas de jornada orbital e de várias ignições de pequenos foguetes-propulsores para a aproximação final, a acoplagem foi realizada às 04:06 UTC de 9 de julho no módulo Rassvet, 400 km acima do Oceano Pacífico. As escotilhas entre a espaçonave a estação foram abertas às 06:26 UTC com os tripulantes sendo recebidos pela equipe já a bordo da estação, completando a tripulação integral da Expedição 48.

## Desacoplagem e pouso
A nave permaneceu acoplada à ISS enquanto seus tripulação se integrava às Expedições programadas, desacoplando-se para o retorno à Terra às 00:35 UTC de 30 de outubro, realizando todos os procedimentos de deorbitagem e reentrada e pousando nas estepes do Casaquistão às 03:58 UTC, hora local 9:58.

## Galeria

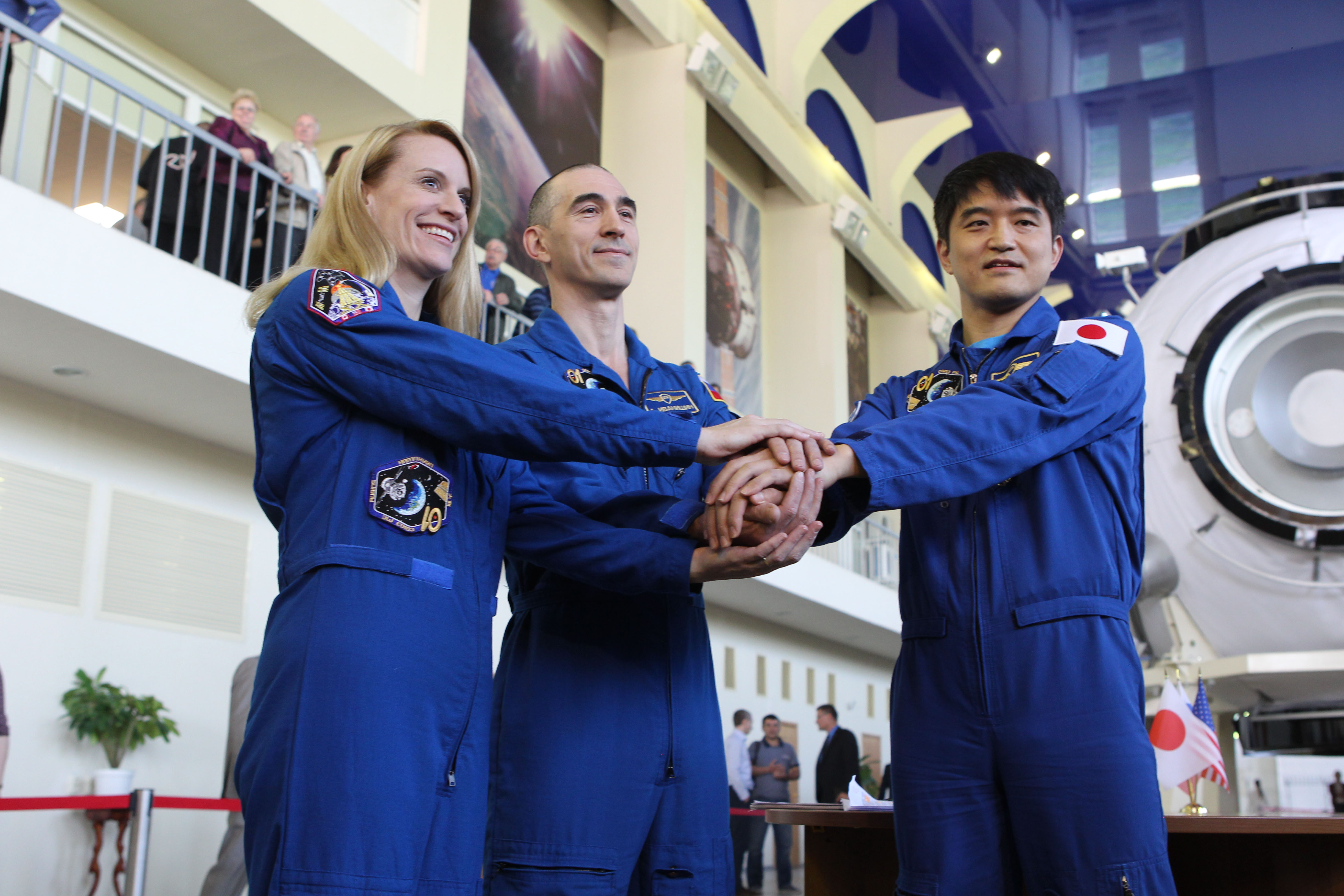
Rubins, Ivanishin e Onishi ao final dos treinamentos na Cidade das Estrelas.
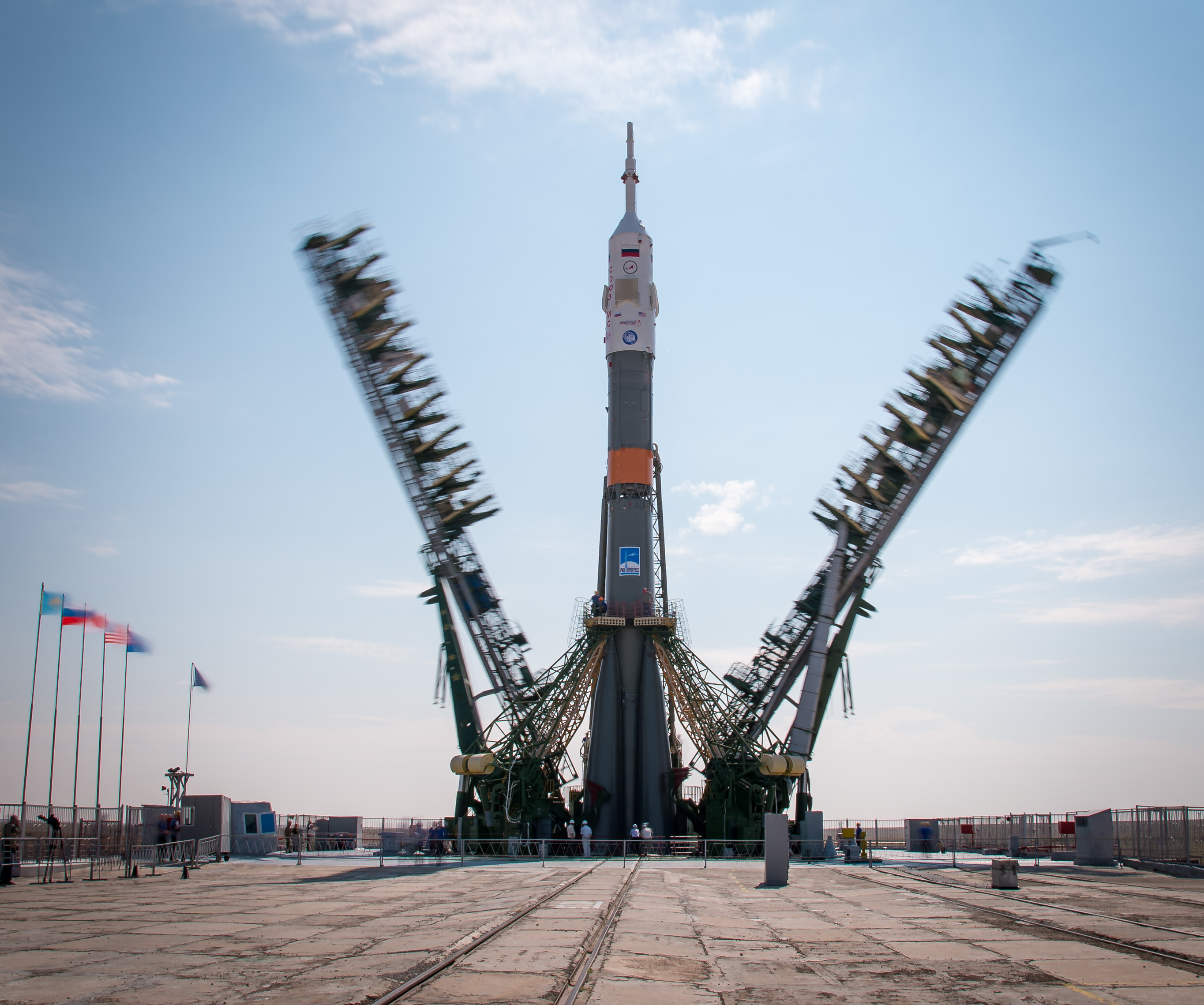
A MS-01 pronta para o lançamento do Cosmódromo de Baikonur.
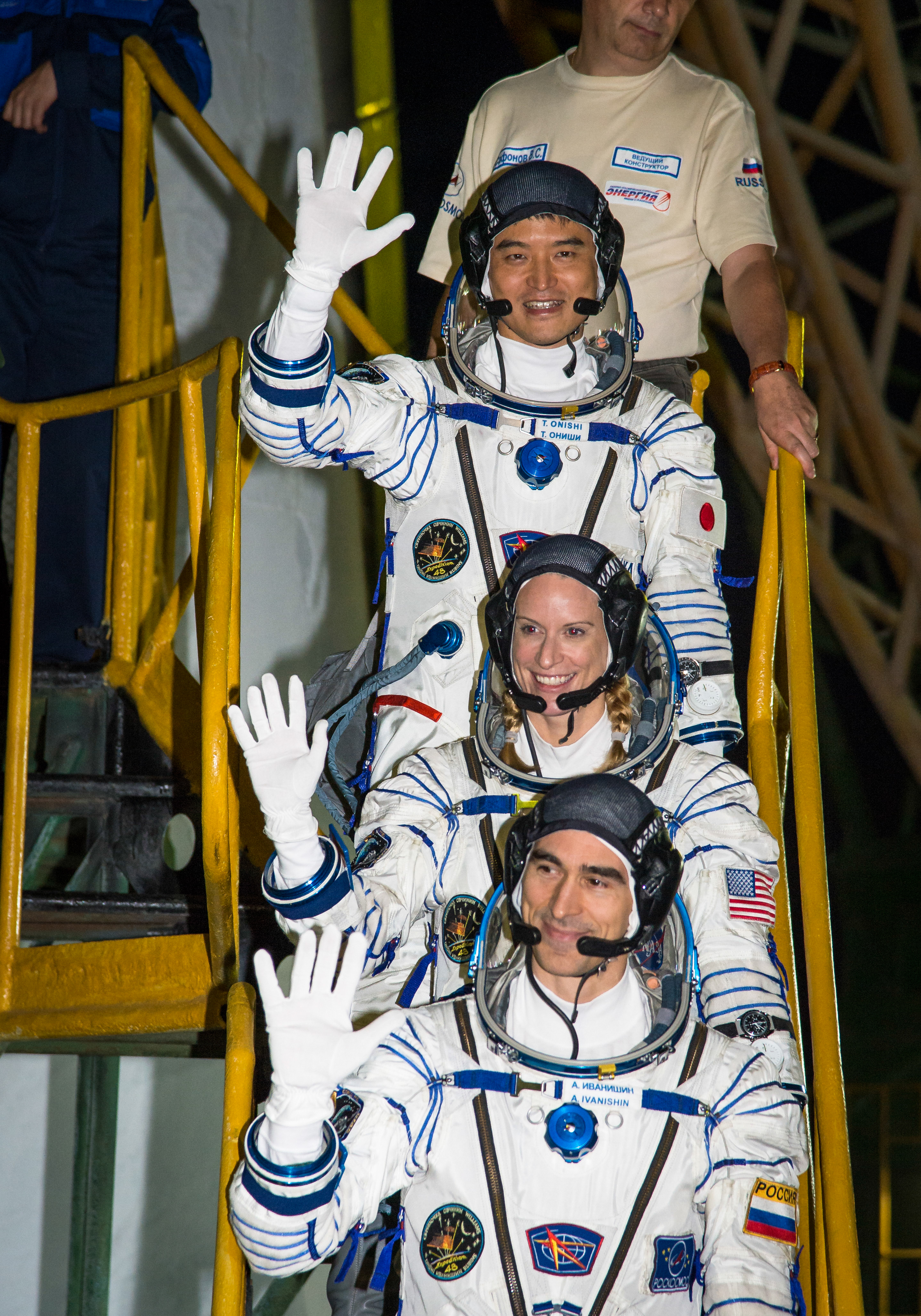
Embarque da tripulação na base de lançamento.
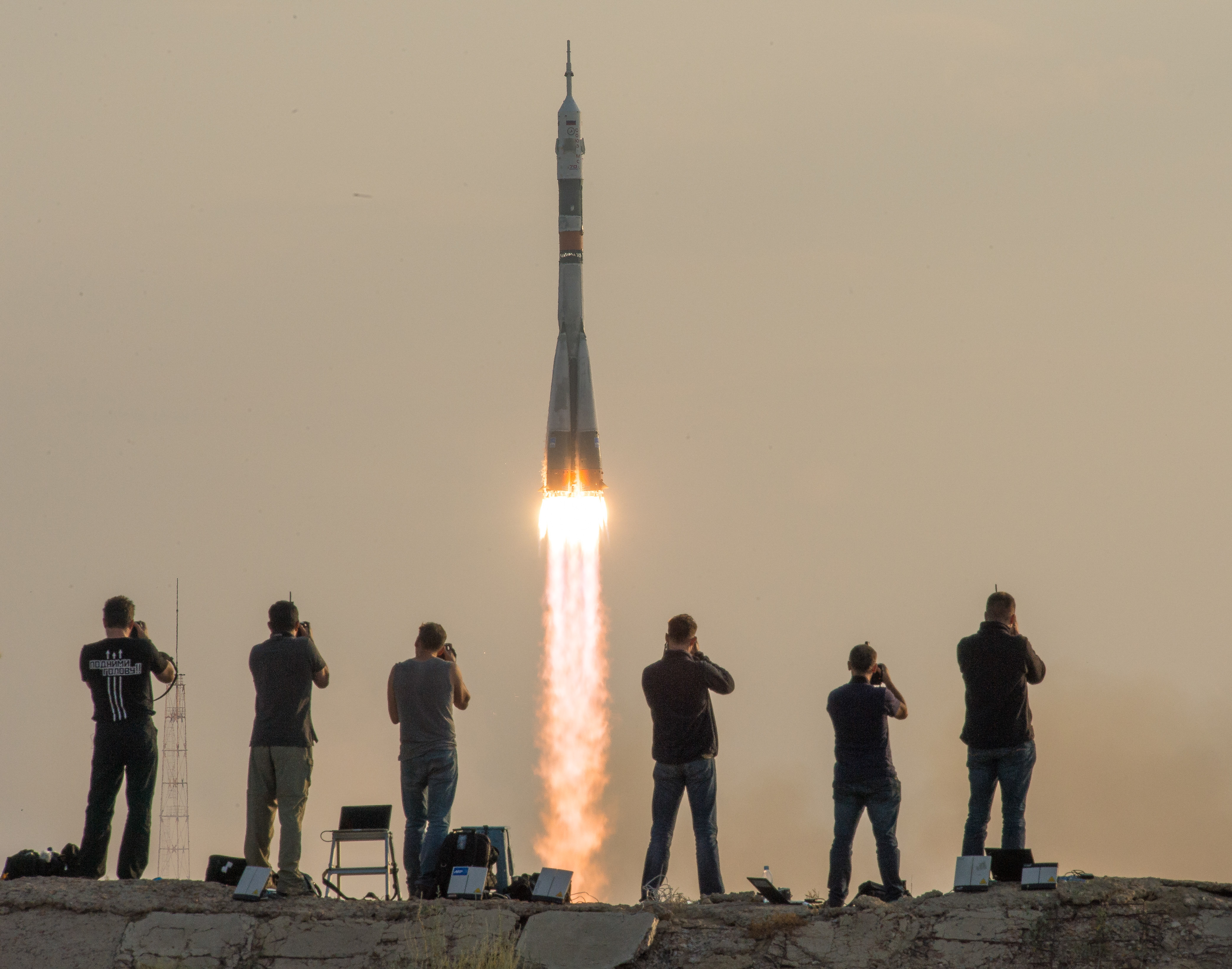
Fotógrafos registram o lançamento da espaçonave.
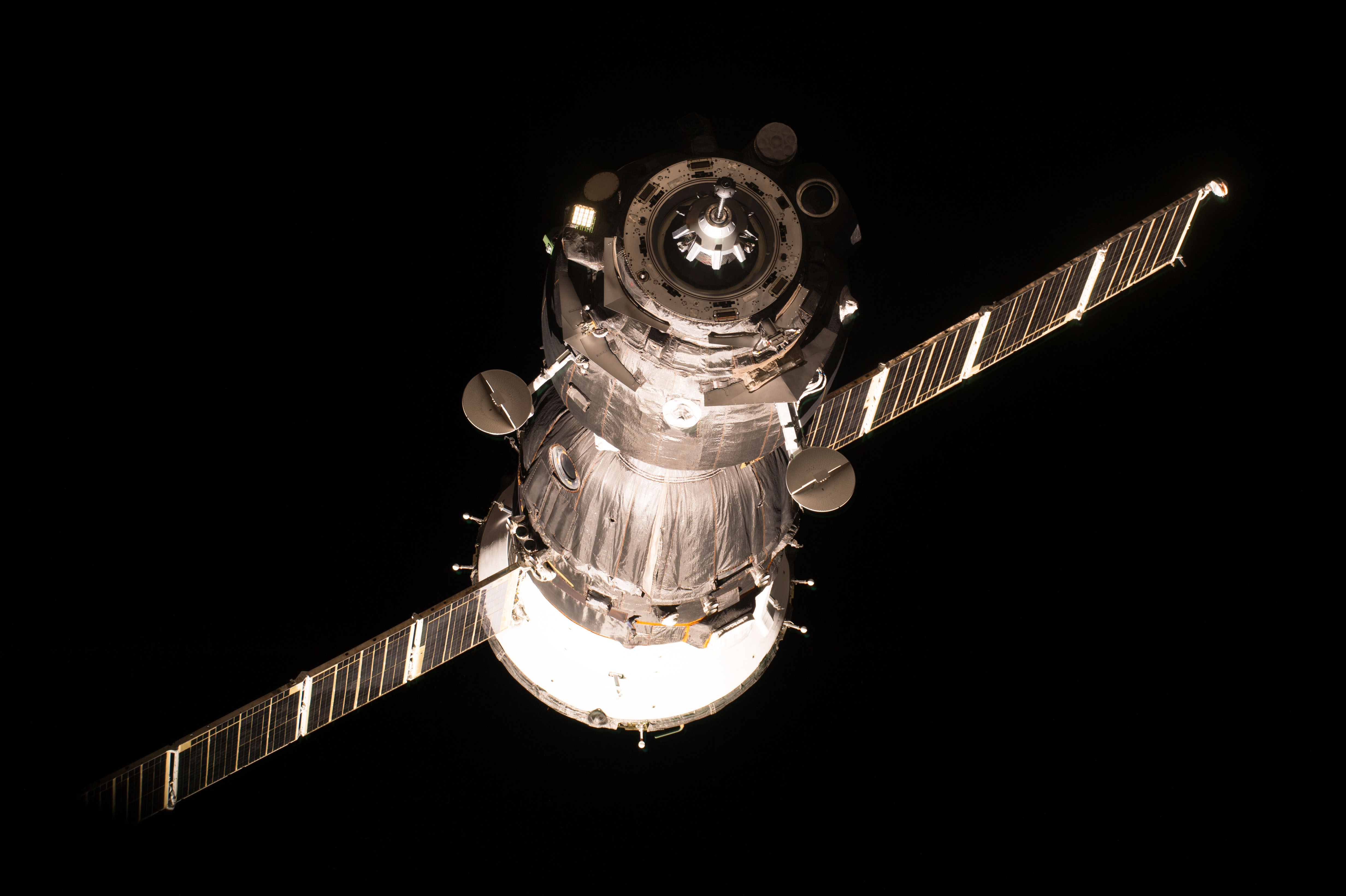
A nave em sua aproximação final à ISS.
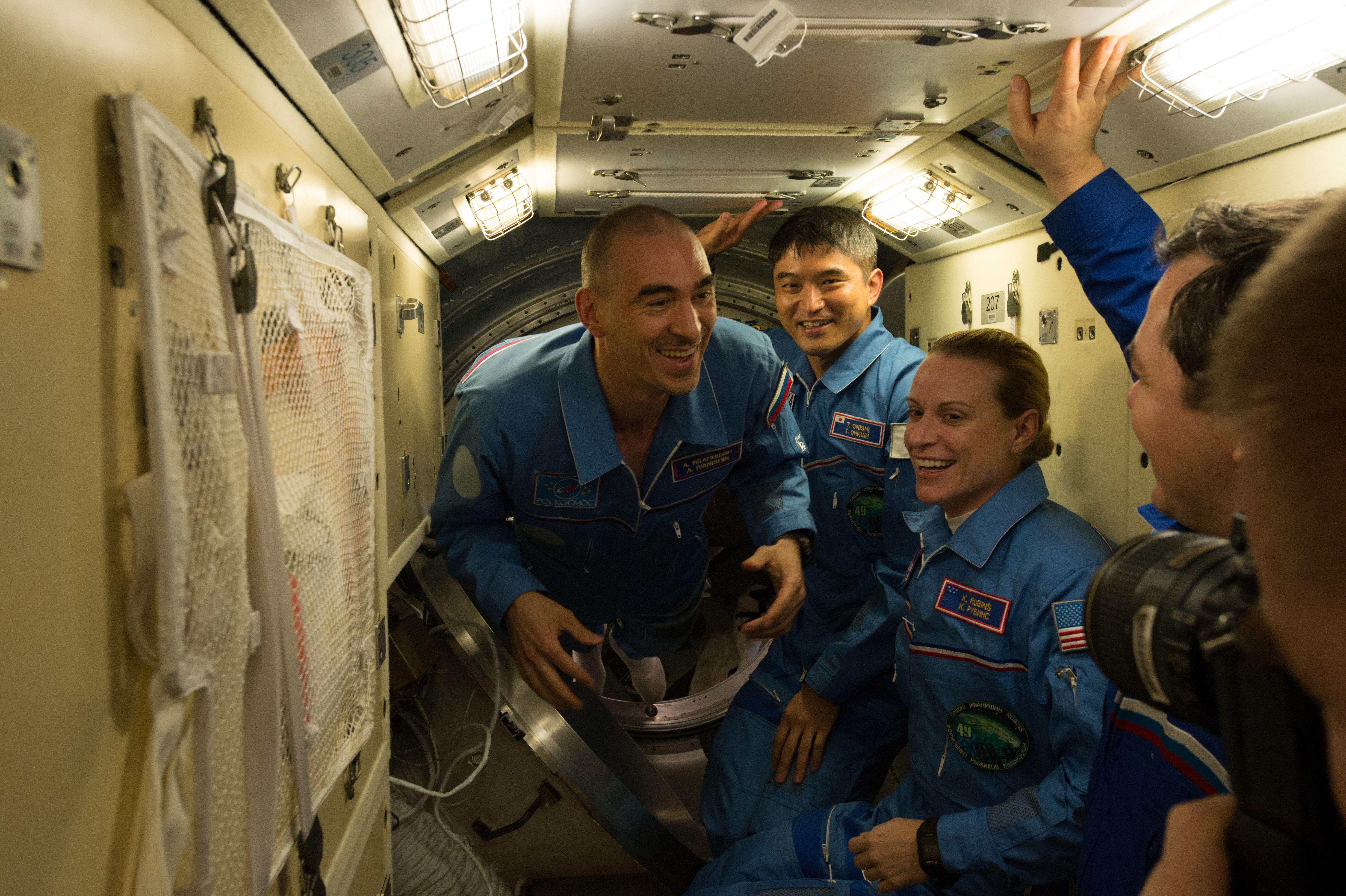
A chegada da tripulação na ISS.